# Goncelin
Goncelin je naselje in občina v vzhodnem francoskem departmaju Isère regije Rona-Alpe. Leta 2008 je naselje imelo 2.176 prebivalcev.

## Geografija
Kraj leži v pokrajini Daufineji ob reki Isère, 30 km severovzhodno od Grenobla.

## Uprava
Goncelin je sedež istoimenskega kantona, v katerega so poleg njegove vključene še občine Les Adrets, Le Champ-près-Froges, Le Cheylas, Froges, Hurtières, Morêtel-de-Mailles, La Pierre, Pontcharra, Saint-Maximin, Tencin in Theys z 19.206 prebivalci.
Kanton Goncelin je sestavni del okrožja Grenoble.

## Zanimivosti
- cerkev sv. Deziderija, prvotno iz začetka 14. stoletja; od nje je ostal le zvonik; prenovljena in povečana sredi 19. stoletja,
- naravno zaščiteno območje močvirij in travnikov Coteau de l'Adret.